# Phyllomya washingtoniana
Phyllomya washingtoniana är en tvåvingeart som först beskrevs av Jacques-Marie-Frangile Bigot 1889.  Phyllomya washingtoniana ingår i släktet Phyllomya och familjen parasitflugor. Inga underarter finns listade i Catalogue of Life.